# 追憶の森
『追憶の森』（ついおくのもり、原題: The Sea of Trees）は、2015年のアメリカ合衆国製作のドラマ映画である。監督はガス・ヴァン・サント、主演はマシュー・マコノヒーと渡辺謙が務める。
本作は2015年5月に開催された第68回カンヌ国際映画祭のコンペティション部門に出品された。

## 概略
本作は、富士山の麓にある青木ヶ原樹海（自殺者が多いとされる森）で自殺するために日本にやってきたアメリカ人アーサーの物語である。樹海にやってきたアーサーはナカムラと名乗る男と出会う。中村もまた樹海で自殺しようとしていたのである。2人の男は自己を見つめなおすための旅を始める。

## キャスト
※括弧内は日本語吹替
- アーサー・ブレナン - マシュー・マコノヒー（藤原啓治[5]）
- タクミ・ナカムラ - 渡辺謙（渡辺謙[6]）
- ジョーン・ブレナン - ナオミ・ワッツ（岡寛恵）
- ガブリエラ・ラフォルテ - ケイティ・アセルトン（森史絵）
- エリック - ジョーダン・ガヴァリス（英語版）（小林親弘）
- Dr.タカハシ - ジェームズ・サイトウ
- 俳優 - オーウェン・バーク
- キャビンアテンダント - 玄理

## 製作
2013年12月5日、ガス・ヴァン・サントを監督に迎えて、クリス・スパーリングの脚本を映画化するとの報道があった。ギル・ネッター・プロダクションズを率いるギル・ネッターがプロデューサーを務め、主演の一人は渡辺謙が務めることも決まった。2014年2月4日、マシュー・マコノヒーがもう一人の主役を演じることに決まった。同年5月13日、ケン・カオが自身の経営するウェイポイント・エンターテインメントを通して本作に出資し、ネッターと共同で製作も担当すると発表した。15日、ナオミ・ワッツの出演が決まった。2014年5月に開催された第67回カンヌ国際映画祭で、本作の配給権がエンターテインメント・ワンなどの複数の映画会社に売却された。8月15日、ケイティ・アセルトンの出演が決まった。9月11日、本作のイメージ画像が初めて公開された。30日、ジョーダン・ガヴァリスが本作に出演すると報じられた。

### 撮影
2014年5月15日、マシュー・マコノヒーとガス・ヴァン・サントは同年7月15日から撮影が開始される予定の新作映画について話し合った。その話し合いの場で、ガス・ヴァン・サントは「私は最近、日本で映画を撮影したいと思っている。日本での撮影が難しいなら、景観が日本によく似ているアメリカ北西部で撮影を行おう。」とマコノヒーに伝えた。
実際には、主要撮影は2014年7月28日からアメリカ合衆国マサチューセッツ州フォックスボロで始まった。F・ギルバートヒルズ国有林やコカセット川流域にある教会とレクリエーション・センターで撮影が行われた。
マサチューセッツ州での撮影は9月を通して行われ、その後、撮影隊は日本に移動した。9月30日に全撮影が終了し、カリフォルニア州ロサンゼルスでのポスト・プロダクション作業に入った。

## 公開
2015年5月16日、本作は第68回カンヌ国際映画祭で初めて上映されたが、多くの観客からブーイングを浴びた。